# Памятник Брюсу Ли (Мостар)
Памятник Брюсу Ли в Мостаре (босн. Spomenik Bruce Leeju u Mostaru) — скульптура актёра и мастера боевых искусств Брюса Ли, которая была открыта 26 ноября 2005 года в боснийском городе Мостар в городском парке Зриневац. Эта скульптура стала первым в мире памятником Брюсу Ли, её автор — Иван Фийолич. Скульптура символизировала мирную жизнь в городе, разрушенном во время войны в Боснии и Герцеговине. В марте 2024 года статуя была похищена с постамента, а вскоре полиция обнаружила распиленную статую, которую кто-то пытался сдать на металлолом. Позже памятник по просьбе семьи Ли вывезли в Сиэтл из соображений безопасности.

## История
Идею памятника высказала группа «Городское движение — Мостар» во главе с Нино Распудичем и Веселином Гатало. Они хотели создать в городе символ верности, мастерства, дружбы и справедливости, который помог бы объединить разных жителей города, пережившего войну и межнациональные распри — не только молодое и старое поколение, но и живущих в городе сербов, хорватов и боснийцев. По мнению авторов задумки, Брюс Ли был одинаково далёк от Мостара, поэтому «никто не задавался бы вопросом, что он делал во время Второй мировой», а сам актёр своими воплощениями доказывал верность тезиса о победе добра над злом. Фильмы с Брюсом Ли имели большую популярность ещё в социалистической Югославии.
Мостарский памятник был открыт 26 ноября 2005 года в присутствии послов Китая и Германии, оказывавших авторам поддержку в создании скульптуры. Этот памятник был открыто на сутки раньше, чем памятник в Гонконге, открытие которого состоялось на следующий день 27 ноября — ровно в день 65-летия со дня рождения Брюса Ли. Памятник представлял собой изображение Брюса Ли в боевой стойке на постаменте с подписью «Брюс Ли. Твой Мостар», автором проекта был Иван Фийолич. Высота скульптуры составила 168 см при том, что реальный рост Брюса Ли составлял 172 см. Она считалась долгое время символом единства в городе, разрушенном во время войны.

## Случаи вандализма
После открытия памятник стал объектом постоянных нападок со стороны вандалов: его неоднократно отправляли на реставрацию, одна из которых затянулась до мая 2013 года. Местные хорваты и боснийцы жаловались, что статуя, представлявшая боевую стойку Брюса Ли, смотрела на их часть города, и считали это провокацией. Авторы вынуждены были повернуть статую в другое направление, чтобы та не вызывала возмущение ни у кого.
В ночь со 2 на 3 марта 2024 года статуя Брюса Ли была украдена. Через шесть дней полиция обнаружила распиленный памятник, который, по всей видимости, кто-то пытался сдать на металлолом. Полиция задержала злоумышленника, который, как установил суд, перед этим ещё и ограбил магазин, украв оттуда нужные ему для демонтажа инструменты. Преступник был приговорён к 9 месяцам тюрьмы. Местные жители выражали надежду на возвращение статуи: некоторые из них даже фотографировались на пустом постаменте в боевых стойках, характерных для киногероев Брюса Ли. Однако родственники актёра приняли решение перевезти памятник в Сиэтл, где похоронен Брюс: для этого семья Ли связалась с американской администрацией, которая, в свою очередь, оповестила об этой просьбе посольство США в Боснии и Герцеговине. В обмен на вывоз памятника семья пообещала оказать властям Мостара содействие в благоустройстве парка и даже предложила учредить в городе фестиваль фильмов о боевых искусствах, главный приз которого представлял бы уменьшенную копию памятника киноактёру.